# Социјална анализа мрежа
Друштвена мрежа анализа (енгл. Social network analysis - SNA) је процес истраге друштвене структуре кроз коришћење мрежних и граф теорија. Она карактерише умрежене структуре у смислу чворова (појединачних актера, људи, или ствари у оквиру мреже) и везе и рубове (односима или интеракцијама) који их повезују. Примери друштвених структура обично визуелизирани кроз анализу друштвене мреже укључују мреже друштвених медија, распрострањеност мемова, мреже пријатеља и познаника, сродство, преношења болести, и сексуалне односе. Ове мреже су често визуализоване кроз социограме у којима су чворови представљени као тачке и везе су представљени као линије.